# Erno Paasilinna
Erno Paasilinna (Pechenga, 14 de marzo de 1935-Tampere, 30 de septiembre de 2000) escritor y periodista finés ganador de varios premios literarios como el Premio Finlandia en 1984 por su colección de cuentos Yksinäisyys ja uhma, es hermano de los escritores Reino, Mauri y Arto Paasilinna

## Obra
- "Kylmät hypyt" (1967)
- "Alamaisen kyyneleet" (1970)
- "Mainio vallankumous" (1972)
- "Synnyinmaan muistot" (1973)
- "Timo K. Mukka" (1974)
- "Lukemista kaikille" (1975)
- "Valitut satiirit" (1976)
- "Musta aukko" (1977)
- "Kadonnut armeija" (1977)
- "Siperialainen estetiikka" (1978)
- "Kaukana maailmasta" (1980)
- "Maailman kourissa" (1983)
- "Yksinäisyys ja uhma: Esseitä kirjallisuudesta" (1984)
- "Alamaisen elämää, kootut satiirit 1967–81" (1985)
- "Kansan palvelijoita, kootut kirjoitukset 1964–84" (1986)
- "Maailman sanoja ja tekoja" (1986)
- "Majuri Holterin uroteko" (1987)
- "Kotiseuduilla ja vierailla mailla" (1988)
- "Lausui alustaja, joka korosti, kootut aforismit ja aforistiset lauseet 1967–1987" (1989)
- "Kauppamiehet isänmaan asialla" (1991)
- "Nuoruusaikoja" (1992)
- "Tosikertomuksia" (1993)
- "Tähänastisen elämäni kirjaimet" (1996)
- "Riita maailman kanssa: kirjoituksia neljältä vuosikymmeneltä" (1997)
- "Rohkeus: Arndt Pekurisen elämä ja teloitus" (1998)
- "Ruumisarkun nauloja" (1999)
- "Isoa Inaria kiertämässä" (1999)
- "Matkakuvia menneiltä ajoilta" (2000)
- "Hyökkäyksiä ja puolustuksia Kirjanpitoa suuren ajan mukana" (2000)